# Кореља Антелминели
Кореља Антелминели (итал. Coreglia Antelminelli) је насеље у Италији у округу Лука, региону Тоскана.
Према процени из 2011. у насељу је живело 769 становника. Насеље се налази на надморској висини од 557 м.

## Становништво
| 1936. | 1951. | 1961. | 1971. | 1981. | 1991. | 2001. | 2011. |
| ----- | ----- | ----- | ----- | ----- | ----- | ----- | ----- |
| 5.716 | 5.564 | 5.095 | 4.940 | 5.013 | 4.866 | 4.813 | 5.232 |